# Épouse du prétendant orléaniste au trône de France
Pour les articles homonymes, voir Trône (homonymie).

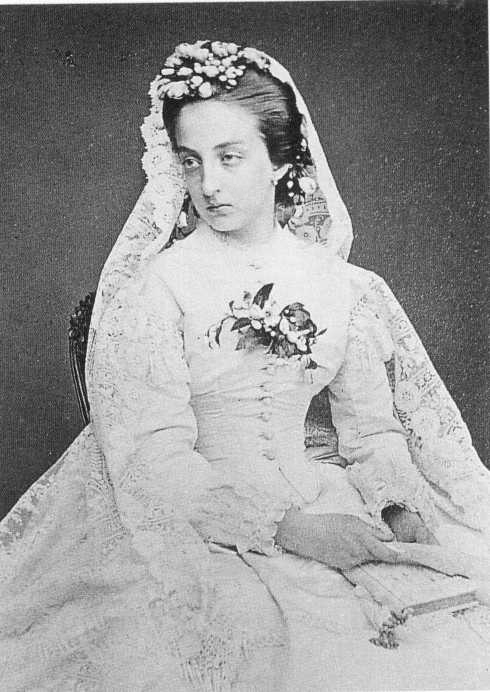
Marie-Isabelle d'Orléans, première épouse.

Le 24 février 1848, la République est proclamée, alors que le roi des Français Louis-Philippe Ier se retire à Claremont, en Angleterre, après avoir abdiqué en faveur de son petit-fils le comte de Paris, : les membres de la maison d’Orléans jusque-là princes deviennent des prétendants. Installée depuis 1830, la monarchie de Louis-Philippe est déchue en 1848 : la dynastie, tout juste née, part en cendres. À cette date, le comte de Paris puis ses successeurs deviennent des prétendants orléanistes au trône de France. Considérés comme « rois des Français » par leurs partisans, les prétendants se marient à des épouses qui sont considérées comme étant des « reines des Français » selon l’ordre de dévolution de la Couronne aux héritiers.
À la mort du « comte de Chambord » (« Henri V » pour les légitimistes), en 1883, une partie des légitimistes se fondent dans le mouvement « orléaniste pur » pour former un mouvement « fusionniste » dans lequel ses partisans reconnaissent Philippe d’Orléans (1838-1894) comme le roi de France et de Navarre sous le nom de « Philippe VII » (et non plus « Louis-Philippe II »), mettant de côté la branche espagnole d’Anjou issue de la maison de Bourbon.

## Épouse du prétendant « orléaniste pur » (1848-1873)
| Rang                                                                                         | Portrait                 | Nom                                                   | Durée       | Époux             | Maison           | Armoiries |
| -------------------------------------------------------------------------------------------- | ------------------------ | ----------------------------------------------------- | ----------- | ----------------- | ---------------- | --------- |
| Vacance de la distinction (1848-1864), le prétendant Louis-Philippe II n’ayant pas d’épouse. |                          |                                                       |             |                   |                  |           |
| I                                                                                            | Marie-Isabelle d'Orléans | Marie-Isabelle d'Orléans 1848 — 1919 Décédée à 70 ans | 1864 — 1873 | Louis-Philippe II | Maison d’Orléans |           |

## Épouses des prétendants «fusionnistes» (depuis 1883)
| Rang | Portrait                  | Nom                                                               | Durée                                                 | Époux         | Maison                       | Armoiries |
| --- | ------------------------- | ----------------------------------------------------------------- | ----------------------------------------------------- | ------------- | ---------------------------- | --------- |
| I | Marie-Isabelle d'Orléans  | Marie-Isabelle d'Orléans 1848 — 1919 Décédée à 70 ans             | 1883 — 1894                                           | Philippe VII  | Maison d’Orléans             |           |
| Vacance de la distinction (1894-1896), le prétendant Philippe VIII n’ayant pas d’épouse.                    |                           |                                                                   |                                                       |               |                              |           |
| II | Marie-Dorothée d’Autriche | Marie-Dorothée de Habsbourg-Lorraine 1867 — 1932 Décédée à 64 ans | 1896 — 1926                                           | Philippe VIII | Maison de Habsbourg-Lorraine |           |
| III | Isabelle d'Orléans        | Isabelle d’Orléans 1878 — 1961 Décédée à 82 ans                   | 1926 — 1940                                           | Jean III      | Maison d’Orléans             |           |
| IV |                           | Isabelle d’Orléans-Bragance 1911 — 2003 Décédée à 91 ans          | 1940 — 1999                                           | Henri VI      | Maison d'Orléans-Bragance    |           |
| V |                           | Marie-Thérèse de Wurtemberg 1934                                  | Jus canonicum 1999 — 2008                             | Henri VII     | Maison de Wurtemberg         |           |
| Vacance de la distinction (2008-2009), le prétendant Henri VII n’ayant pas d’épouse par le droit canonique. |                           |                                                                   |                                                       |               |                              |           |
| VI | Michelle Cousiño          | Michèle Cousiño 1938 — 2022 Décédée à 83 ans                      | Jus civilis : 1999 — 2009 Jus canonicum : 2009 — 2019 | Henri VII     | Famille Cousiño (es)         |           |
| VII | Philomena d'Orléans       | Philomène de Tornos 1977                                          | 2019 —                                                | Jean IV       | Famille de Tornos            |           |